# PLAMATEA
PLAMATEA（プラマテア）は、グッドスマイルカンパニーとマックスファクトリーが展開するプラモデルである。
アニメ、漫画、ゲームなどのさまざまなキャラクターを組立式で再現した可動プラモデルシリーズである。2023年12月9日から2024年1月15日にかけて第1回PLAMATEA商品化希望アンケートを実施。

## 製品

### キャラクター・ボーカル・シリーズ
- 初音ミク Happy 16th Birthday Ver.（2024年9月）

### ベルセルク
- ガッツ 狂戦士の甲冑Ver.（2024年11月）
- ガッツ 狂戦士の甲冑Ver. メタリックカラーエディション（2025年6月）

### 楽園追放 -Expelled from Paradise-
- アンジェラ・バルザック（2024年12月）

### グッドスマイルレーシング
- レーシングミク 2023Ver.（2025年1月）

### 艦隊これくしょん -艦これ-
- 時雨改三（2025年2月）

### ブルーアーカイブ -Blue Archive-
- トキ（2025年2月）

### リコリス・リコイル
- 錦木千束（2025年4月）
- 井ノ上たきな（2025年4月）

### 英雄伝説 閃の軌跡
- 《鋼の聖女》アリアンロード（2025年5月）

### スクライド
- カズマ 第二形態（2025年8月）

### ペルソナ3 リロード
- タナトス（2025年9月）

### Get Ride! アムドライバー
- アムドライバージェナス&ボードバイザー（2025年10月）

### 超星神シリーズ

#### 超星神グランセイザー
- セイザータリアス（2025年12月）

### アズールレーン
- ボルチモア（2025年12月）
- ボルチモア 軽装Ver.（2025年12月）

### キューティーハニーNova
- キューティーハニー（2026年1月）

### 電脳警察サイバーコップ
- JP-00X-1 ジュピタービット（2026年1月）

### ミューズボディ
- いちかAタイプ（2026年1月）
- いちかBタイプ（2026年1月）
- いちかCタイプ（2026年1月）

### スクライド（漫画）
- ストレイト・クーガー（2026年2月）

### VALKYRIE TUNE
- リサ＝キャスター（2026年2月）
- アイリス＝ブルックナー（2026年2月）

### 舞-HiME
- 鴇羽舞衣（2026年4月）

### SIREN
- 須田恭也（2026年4月）